# Irina Igorewna Gubanowa
Irina Igorewna Gubanowa (russisch Ирина Игоревна Губанова; * 3. März 1940 in Leningrad; † 15. April 2000 in Moskau) war eine sowjetische bzw. russische Schauspielerin und Synchronsprecherin.

## Leben und Leistungen

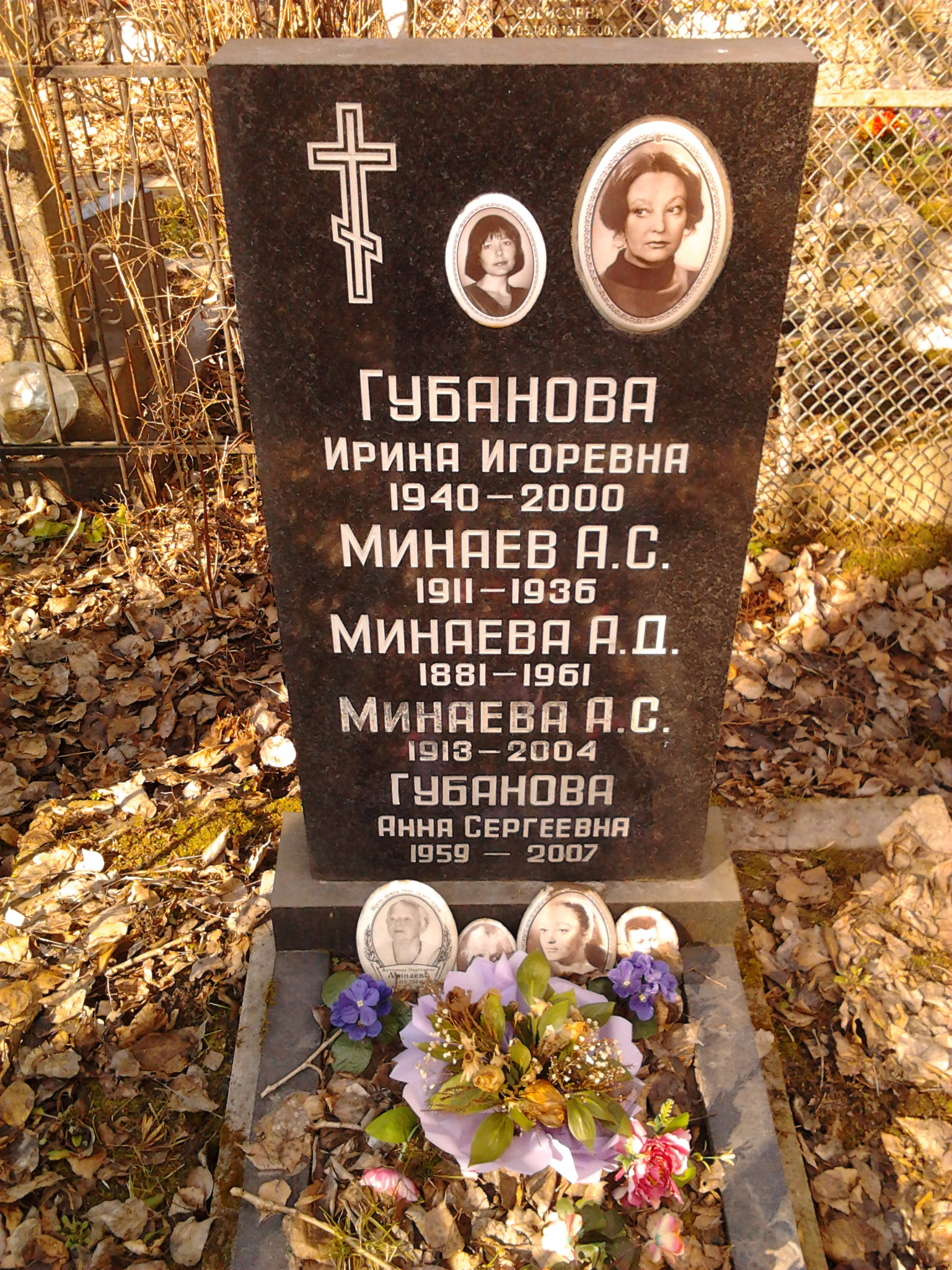
Gubanowas Grab, 2020

Gubanowa entstammte einer Angestelltenfamilie, ihre Eltern waren Antonina Sergejewna Minajewa (1913–2004) und Igor Wiktorowitsch Gubanow (* 1913). Während des Deutsch-Sowjetischen Krieges wurde die Familie nach Orsk evakuiert. Der Vater verließ Frau und Tochter, als Irina Gubanowa sieben Jahre alt war.
Von 1949 bis 1958 besuchte sie das Choreografische Institut Leningrad und gab gegen Ende ihrer Ausbildung auch erste Filmrollen in Кочубей (Kotschubej) und Несчастливое число (Nestschastliwoje tschislo, je 1958). In dieser Zeit lernte sie den Darsteller Sergei Gurso (1926–1974) kennen, der ihr Ehemann wurde. 1959 wurde ihre Tochter Anna geboren († 2007). Das Paar trennte sich später.
Gubanowa wurde nach der Ausbildung vom Lenfilmstudio verpflichtet und trat parallel am Leningrader Theater der Kinodarsteller auf. 1978 wechselte sie infolge ihrer Ehe mit dem Kulturfunktionär Alexander Charitonowitsch Arschanski (1928–2003) nach Moskau.
Im Jahr 1963 gab sie in dem Melodrama Первый троллейбус (Perwy trolleibus), das vom Odessaer Filmstudio produziert wurde, ihre erste Hauptrolle. Dieser sollten bis 1981 noch fünf weitere folgen. Bis Anfang der 1990er Jahre trat Gubanowa, obwohl sie nie eine Schauspielschule absolviert hatte, regelmäßig in Kino- und Fernsehproduktionen auf. Im deutschsprachigen Raum war die dunkelhaarige Minin u. a. in Die Schneekönigin zu sehen, wo ihre Rolle von Ursula Staack gesprochen wurde. Außerdem wirkte Gubanowa an den russischsprachigen Fassungen zahlreicher Filme aus dem Ausland sowie den Unionsrepubliken mit.
Sie starb 60-jährig an Krebs und wurde auf dem Serafimowskoje-Friedhof in ihrer Geburtsstadt beigesetzt.

## Filmografie (Auswahl)

### Schauspielerin
- 1962: Der Sonne nach (Tschelowek idjot sa solnzem)
- 1962: 713 erbittet Landeerlaubnis (713 prosit posadku)
- 1963: Fahrt ohne Fracht (Poroschni reis)
- 1966: Krieg und Frieden (Woina i mir)
- 1967: Die Schneekönigin (Sneschnaja korolewa)
- 1969: Snegurotschka
- 1970: Hauptrolle für eine Unbekannte (Natschalo)
- 1970: Liebesträume (Szerelmi álmok - Liszt)
- 1974: Zement
- 1977: Stepans Vermächtnis (Stepanowa pamjatka)
- 1981: Die Frau in Weiß (Schenschtschina w belom)
- 1982: Das achte Weltwunder (Wosmoje tschudo sweta)
- 1985: Schlacht um Moskau (Bitwa sa Moskwu)
- 1986/89: Фитиль (Fitil) (Fernsehreihe, drei Folgen)

### Synchronsprecherin
- 1968: Mord am Montag – für Barbara Brylska
- 1977: Krieg der Sterne
- 1978: Der Querkopf – für Annie Girardot
- 1979: Der Windhund – für Juliette Mills
- 1980: Death Watch – Der gekaufte Tod – für Romy Schneider
- 1981: Die Geliebte des französischen Leutnants – für Meryl Streep
- 1982: Murder Is Easy – für Lesley-Anne Down, Olivia de Havilland und Helen Hayes
- 1982: Gandhi
- 1984: Auf der Jagd nach dem grünen Diamanten – für Holland Taylor
- 1986: Lady Jane – Königin für neun Tage – für Jane Lapotaire
- 1987: Angel Heart – für Charlotte Rampling
- 1990: La batalla de los Tres Reyes – für Claudia Cardinale
- 1995: Sinn und Sinnlichkeit – für Elizabeth Spriggs